# 12. tanková divize SS „Hitlerjugend“

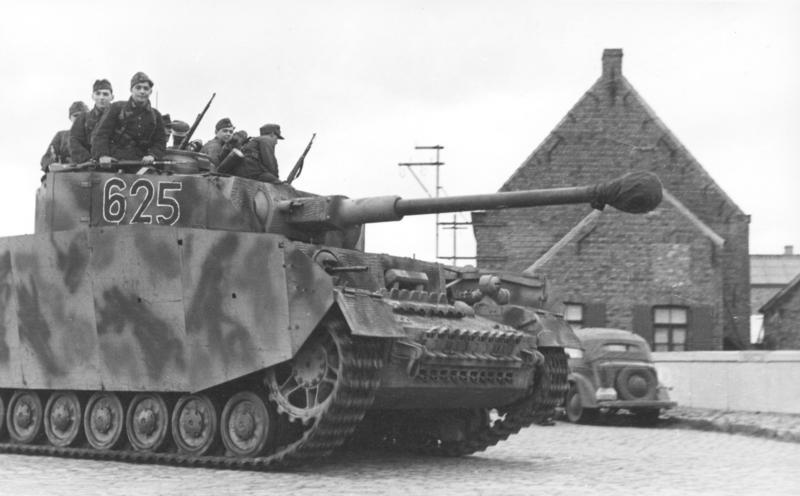
Výcvik divize v roce 1943 - pancéřoví granátníci na tanku Panzer IV.

12. SS-Panzer-Division „Hitlerjugend“ byla německá divize spadající pod Waffen-SS, která bojovala ve druhé světové válce. Většina mužstva se rekrutovala z členů mládežnické organizace Hitlerjugend.
Autorem myšlenky sestavit mládežnickou elitní jednotku byl SS-Obergruppenführer Gottlob Berger, který stál v čele Hlavního úřadu SS. Od léta 1943 bylo odvedeno – částečně z branně výcvikových táborů HJ – přes 10 000 dobrovolníků, které cvičil kmenový personál elitního útvaru Leibstandarte Adolf Hitler.
Přes počáteční úspěchy divize pod velením SS-Brigadeführera Kurta Meyera (zvaného Panzer Meyer) při bojích na západě utrpěla velmi těžké ztráty. Nově zformovaná divize byla do značné míry rozprášena při ardenské ofenzívě a při operacích v Maďarsku.